# Edificis Mas Llopart
Els Edificis Mas Llopart és una obra d'Olot (Garrotxa) inclosa a l'Inventari del Patrimoni Arquitectònic de Catalunya.

## Descripció
És una casa molt estreta, adossada a la casa "S.A., Porvenir". Consta de dos pisos i planta baixa, on es troba la gran porta amb decoració de ferro en la part superior. La separació dels dos pisos està decorada amb motius vegetals amb relleu i també n'hi ha al segon pis, d'estil vegetal.
La casa va ser reformada el 1924.